# When a Man Loves a Woman (album)
| Recensione | Giudizio |
| ---------- | -------- |
| AllMusic   | [ 4 ]    |

When a Man Loves a Woman è l'album discografico di debutto del cantante soul statunitense Percy Sledge, pubblicato dalla casa discografica Atlantic Records nel maggio del 1967.

## Tracce

### LP
Lato A
1. When a Man Loves a Woman – 2:55 (Calvin Lewis, Andrew Wright) – Registrato il 17 febbraio 1966 a Muscle Shoals, Alabama
2. My Adorable One – 2:42 (Clara Thompson, Ida Irral Berger) – Registrato il 21 aprile 1966 a New York
3. Put a Little Lovin' on Me – 2:43 (David Wilkins) – Registrato il 21 aprile 1966 a New York
4. Love Me All the Way – 2:30 (Eurreal Montgomery) – Registrato il 21 aprile 1966 a New York
5. When She Touches Me (Nothing Else Matters) – 2:32 (Carolyn Varga) – Registrato il 21 aprile 1966 a New York
6. You're Pouring Water on a Drowning Man – 2:22 (Danny McCormack, Drew Baker) – Registrato il 17 febbraio 1966 a Muscle Shoals, Alabama

Lato B
1. Thief in the Night – 2:27 (Bob Jones) – Registrato il 21 aprile 1966 a New York
2. You Fooled Me – 2:34 (Dan Penn) – Registrato il 17 febbraio 1966 a Muscle Shoals, Alabama
3. Love Makes the World Go Round – 2:40 (Deon Jackson) – Registrato il 21 aprile 1966 a New York
4. Success – 3:00 (Dan Penn, Albert Lowe) – Registrato il 21 aprile 1966 a New York
5. Love Me Like You Mean It – 2:26 (Marilin Greene, Bruce Gist) – Registrato il 17 febbraio 1966 a Muscle Shoals, Alabama

## Musicisti
- Percy Sledge - voce
- Altri musicisti non accreditati

Note aggiuntive
- Quin Ivy e Marlin Greene - supervisori, produttori
- Nick Samardge - foto copertina frontale album originale
- Haig Adishian - design copertina album originale
- Ray Campbell - foto retrocopertina album originale
- Bob Rolontz - note retrocopertina album originale[5]

## Classifica
Album
| Anno | Classifica             | Posizione raggiunta |
| ---- | ---------------------- | ------------------- |
| 1966 | Billboard 200          | 37                  |
| 1966 | Top R&B/Hip-Hop Albums | 2                   |

Singoli
| Anno | Titolo del brano         | Classifica             | Posizione raggiunta |
| ---- | ------------------------ | ---------------------- | ------------------- |
| 1966 | When a Man Loves a Woman | Billboard Hot 100      | 1                   |
| 1966 | When a Man Loves a Woman | Hot R&B/Hip-Hop Songs  | 1                   |
| 1966 | When a Man Loves a Woman | Official Singles Chart | 4                   |